# Nanaloricus
Nanaloricus là một chi của ngành Loricifera, nó là loài đầu tiên được mô tả.